# Горњи Загон
Горњи Загон (хрв. Gornji Zagon) је насељено место у саставу града Нови Винодолски, Приморско-горанска жупанија, Хрватска.

## Историја
До територијалне реорганизације у Хрватској био је у саставу старе општине Цриквеница.

## Становништво
У попису становништва из 2011. године, Горњи Загон је имао 8 становника.
| Број становника према пописима | Број становника према пописима | Број становника према пописима | Број становника према пописима | Број становника према пописима | Број становника према пописима | Број становника према пописима | Број становника према пописима | Број становника према пописима | Број становника према пописима | Број становника према пописима | Број становника према пописима | Број становника према пописима | Број становника према пописима | Број становника према пописима | Број становника према пописима |
| ------------------------------ | ------------------------------ | ------------------------------ | ------------------------------ | ------------------------------ | ------------------------------ | ------------------------------ | ------------------------------ | ------------------------------ | ------------------------------ | ------------------------------ | ------------------------------ | ------------------------------ | ------------------------------ | ------------------------------ | ------------------------------ |
| 1857                           | 1869                           | 1880                           | 1890                           | 1900                           | 1910                           | 1921                           | 1931                           | 1948                           | 1953                           | 1961                           | 1971                           | 1981                           | 1991                           | 2001                           | 2011                           |
| 384                            | 467                            | 397                            | 426                            | 431                            | 402                            | 411                            | 487                            | 428                            | 444                            | 324                            | 109                            | 24                             | 11                             | 9                              | 8                              |

Напомена: Назив Горњи Загон јавља се 1948. као назив за Месни народни одбор и садржи податке за насеља Кал, Красница, Плужнице, Триботињ и Валач. Од 1953. надаље, Горњи Загон је представљен као насеље, а поменута некадашња насеља као његови делови.